# Општина Кискани (Браила)
Кискани (рум. Chiscani) општина је у Румунији у округу Браила.
Oпштина се налази на надморској висини од 10 m.